# Nancita
Nancita là một chi bọ cánh cứng trong họ Chrysomelidae.
Chi này được miêu tả khoa học năm 1889 bởi Allard.

## Các loài
Chi này gồm các loài:
- Nancita alterna Allard, 1889